# Zatoka Tarencka
Zatoka Tarencka (wł. Golfo di Taranto) – zatoka położona na Morzu Śródziemnym (dokładniej na Morzu Jońskim) u wybrzeży Włoch, między Półwyspem Salentyńskim i Półwyspem Kalabryjskim. Prawdopodobna głębokość maksymalna zatoki wynosi 2657 m. Największe miasta leżące nad zatoką: Crotone, Gallipoli i Tarent.